# Сулковські
Сулко́вські (пол. Sułkowscy) — польський шляхетський рід гербу Сулима. Піддані короля Речі Посполитої. Злет роду припав XVIII століття, на головування Олександра-Юзефа Сулковського, позашлюбного сина польського короля і саксонського курфюрста Августа ІІ Сильного. 
1737 року Сулковські отримали титул князів Священної Римської імперії, 1754 року — герцогів (польською — князів) Більсько-Бяли в Богемії від імператриці Марії Терезії. З 1762 року вони були ординатами Ридзини.

Графський герб (1732)
Герцогський герб (1752, варіант 1)
Герцогський герб (1752, варіант 2)

## Представники
- Антоній Сулковський (1735–1796) — генерал-лейтенант, останній Великий канцлер Коронний (1793–1795)
- Авґуст Казимір Сулковський — Познанський, Ґнєзненський, Каліський воєвода, зять Яна Кароля Мнішеха